# دبليو. راندولف هودجز
دبليو. راندولف هودجز (بالإنجليزية: W. Randolph Hodges)‏ هو سياسي أمريكي، ولد في 5 فبراير 1914 في سيدر كي في الولايات المتحدة، وتوفي في 20 نوفمبر 2005. انتخب عضو مجلس ولاية فلوريدا.